# Richard Rößler
Richard Rößler (ur. 25 stycznia 1881 we Wrocławiu, zm. 1 czerwca 1969 w Weiden) – niemiecki pływak, uczestnik Letnich Igrzysk Olimpijskich 1908 w Londynie.
Podczas igrzysk olimpijskich w Londynie startował w konkurencji 200 metrów stylem klasycznym, gdzie odpadł w eliminacjach.
Należał do klubu sportowego Schwimmclub Borussia Breslau.